# St. Ulrich (Poppenroth)
| St.-Ulrich-Kirche, Poppenroth         |                     |
| , Die St.-Ulrich-Kirche in Poppenroth |                     |
| Ort                                   | Poppenroth          |
| Konfession                            | römisch-katholisch  |
| Diözese                               | Bistum Würzburg     |
| Patrozinium                           | Ulrich von Augsburg |
| Baujahr                               | 1889                |
| Bautyp                                | Saalkirche          |
| Funktion                              |                     |

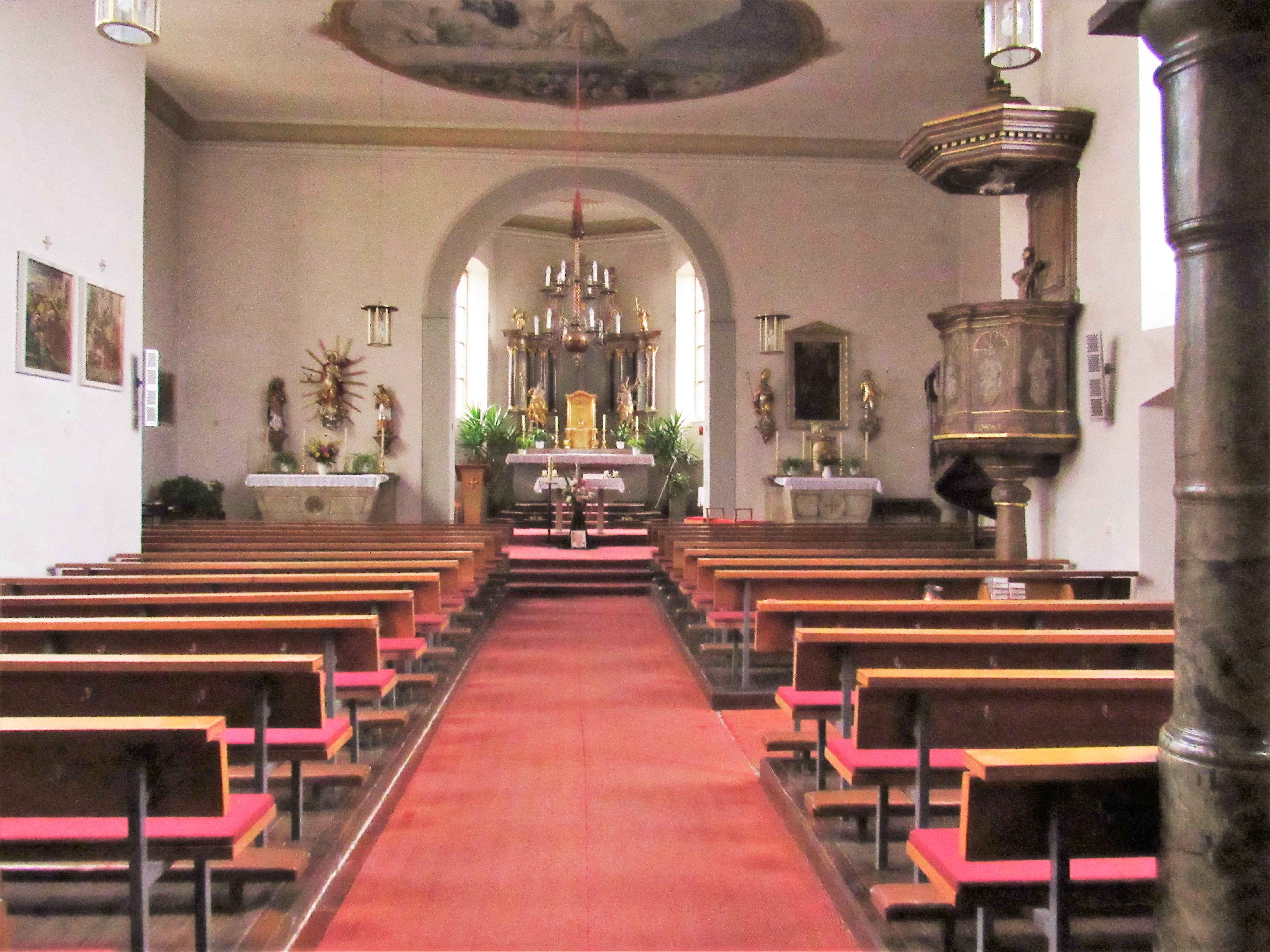
Innenraum der Kirche

Die katholische St.-Ulrich-Kirche in Poppenroth, einem Stadtteil der bayerischen Kurstadt Bad Kissingen im unterfränkischen Landkreis Bad Kissingen, ist dem hl. Ulrich von Augsburg geweiht. Sie gehört zu den Bad Kissinger Baudenkmälern und ist unter der Nummer D-6-72-114-215 in der Bayerischen Denkmalliste registriert.

## Geschichte
Der Kirchturm entstand bereits in der ersten Hälfte der 13. Jahrhunderts. Im Jahr 1612 wurde daraus durch Aufstockung der heutige Julius-Echter-Turm. Zeitgleich wurde das Langhaus errichtet.
Am 13. Dezember 1793 wurde Poppenroth eigenständige Pfarrei. Zuvor war das Dorf eine Filiale der Pfarrei Stralsbach. Dort hatte man sich nicht ausreichend um die Finanzierung der Geistlichkeit und des Gotteshauses gekümmert.
Im Jahr 1889 wurde die Kirche erweitert: Das Langhaus wurde zum Querhaus und es wurde ein neues Langhaus erstellt. Nach 1957 erfolgte eine Innenrenovierung der Kirche.
Im Jahr 1975 verlor die Pfarrei Poppenroth ihre Eigenständigkeit. Zunächst wurde sie von Albertshausen versorgt (von 1975 bis 1986), danach von Waldfenster (von 1986 bis 1991). Seit 1991 ist die Pfarrei Garitz für Poppenroth zuständig.

## Architektur und Ausstattung
Der Kirchturm ist im Erdgeschoss mit einem Kreuzgewölbe mit zwei gotischen Fenstern ausgestattet. Die Schallfenster sind spitzbogig. Die Kirche hat seit der Erweiterung im Jahr 1889 einen kreuzförmigen Grundriss. Der nach Norden ausgerichtete Chor springt aus dem Querhaus hervor und ist polygonal geschlossen.
Der Taufstein entstand im Jahr 1571; die Kanzel stammt aus dem Jahr 1692. Der Hochaltar ist mit barocken Figuren des Gekreuzigten, des Apostels und Evangelisten Johannes sowie des hl. Sebastian ausgestattet.
Die übrige Inneneinrichtung u. a. mit dem Deckengemälde Mariä Himmelfahrt im Langhaus wurde im Jahr 1889 geschaffen.
Die Deckenbemalungen im Querhaus und im Chor sind Werke des Hausener Kunstmalers Jakob Bissinger aus dem Jahr 1920.

## Pfarrer
| Name                                                           | Tätigkeit |
| -------------------------------------------------------------- | --- |
| Phillipp Karl Manger von Holzhausen                            | 17. Dezember 1794–5. Mai 1800 |
| Nikolaus Kirchner von Junkershausen                            | |
| Michael Körner von Heidingsfeld                                | |
| Michael Friedrich Kleer von Stadtvolkach                       | |
| Georg Martin Straub von Bischofsheim an der Rhön               | |
| Joseph Michael Weber von Münnerstadt                           | |
| Peter Hohnecker von Michelbach                                 | |
| Bernhard Josef Kallenbach von Aschaffenburg                    | |
| Georg Joh. Eichenmüller von Harbach (Oberfr.)                  | |
| Andreas Bengraf von Bad Neustadt an der Saale                  | |
| Kaspar Moritz von Münnerstadt                                  | |
| Kaspar Warmuth Dechant von Bad Neustadt an der Saale           | |
| Anton Strehle von Würzburg                                     | |
| Kaspar Hauk von Johannisberg                                   | |
| Peter Polykranz Baumann von Dettelbach                         | |
| Johannes Pretscher von Hallstadt                               | |
| Georg Bleymann von Hergolshausen (Gemarkung von Waigolshausen) | |
| Johann Gerhart von Kleinwallstadt                              | |
| Konrad Will von Bischofsheim/Ostpr.                            | 1957–1975 |
| Friedrich Zahn von Würzburg (Pfarrer von Albertshausen)        | 1975–1986 |
| Karl Kempf Pfarrer von Waldfenster                             | 1. Dezember 1986–1991 |
| Arno Stöcklein                                                 | 1. Oktober 1991–30. November 1999 (seit 1991 wird Poppenroth, ebenso wie Albertshausen, vom Garitzer Pfarrer mitbetreut.)                  |
| Edwin Ziegler                                                  | 1. Dezember 1999–12. Dezember 2021 |
| Gerd Greier, Sony Kochumalayil                                 | 12. Dezember 2021 (seit dem 12. Dezember ist Poppenroth Teil des Pastoralen Raums Bad Kissingen, der von einem Pfarrer-Team geleitet wird) |